# Aechmea bromeliifolia
Espèce
Classification phylogénétique
Aechmea bromeliifolia est une espèce de plantes à fleurs de la famille des Bromeliaceae qui se rencontre en Bolivie et au Brésil.

## Synonymes
- Aechmea bromeliifolia var. angustispica Philcox
- Aechmea bromeliifolia var. bromeliifolia
- Aechmea bromeliifolia var. rubra M.B.Foster
- Aechmea conspicuiarmata Baker
- Aechmea ellipsoidea Rusby
- Aechmea eriostachya Ule
- Aechmea macroneottia Baker
- Aechmea melanacantha de Vriese
- Aechmea pulchra (Beer) Mez
- Aechmea tinctoria (Mart.) Mez
- Billbergia clavata Lindl. [Illegitimate]
- Billbergia tinctoria (Mart.) Mart. ex Schult.f.
- Bromelia melanantha Ker Gawl.
- Bromelia tinctoria Mart.
- Eriostax glauca Raf.
- Hoiriri bromeliifolia (Rudge) Kuntze
- Macrochordion bromeliifolium (Rudge) Beer
- Macrochordion macracanthum Regel
- Macrochordion melananthum (Ker Gawl.) Beer
- Macrochordion pulchrum Beer
- Macrochordion renaudii E.Morren ex Baker [Invalid]
- Macrochordion strictum Beer
- Macrochordion tinctorium (Mart.) de Vriese
- Macrochordium bromeliifolium (Rudge) Beer
- Macrochordium macracanthum Regel
- Macrochordium melananthum (Ker Gawl.) Beer
- Macrochordium pulchrum Beer
- Macrochordium strictum Beer
- Macrochordium tinctorium (Mart.) de Vriese
- Nidularium macracanthum (Regel) T.Durand & B.D.Jacks.
- Pitcairnia melanacantha de Vriese
- Tillandsia bromeliifolia Rudge
- Tillandsia vestita Willd. ex Schult. & Schult.f.

## Cultivars
- Aechmea 'Crossbands'